# سيدي أبو عبد الله (شرفاء مدغرة)
سيدي أبو عبد الله هي إحدى مشيخات المملكة المغربية، تتبع جغرافيا لإقليم الرشيدية وإداريًا لشرفاء مدغرة. يقدر عدد سكانها بـ 3909 نسمة حسب الإحصاء الرسمي للسكان والسكنى لسنة 2004.